# Список депутатів Верховної Ради СРСР 11 скликання
Верховна Рада СРСР 11-го скликання — обрана 4 березня 1984, засідала з 1984 по 1989 роки. Склад: 1500 депутатів — 750 в Раді Союзу і 750 в Раді Національностей.

## А
- Аау Хейнар Хеймарович
- Абасов Курбан Абас Кулі огли
- Абасова Лятіфа Білал кизи
- Абашидзе Григол Григорович
- Абдієва Катіра Джакшиликівна
- Абдраєв Каріке Абдрайович
- Абдукадиров Абдугани Каратайович
- Абдулкерімова Углангерек Махмудівна
- Абдуллаєва Єгане Гюлали кизи
- Абдуллаєва Тамам Ісмаїл кизи
- Абдулмаджидова Булул Меджидівна
- Абдурашитов Шаміль Рахімович
- Абдуррахманова Метанет Ахмед кизи
- Абрамова Людмила Іванівна
- Абросимова Світлана Іванівна
- Авакян Гаяне Аветиківна
- Авраменко Степан Степанович
- Авророва Олена Дмитрівна
- Агаджанова Курбанджемал Хайдарівна
- Агапова Людмила Юріївна
- Ададурова Лідія Семенівна
- Адам-Юсупов Тюлеген Дюсембайович
- Адлейба Борис Вікторович
- Азімов Карім Мадамінович
- Азімов Сарвар Алімджанович
- Азорабекова Гуландом Бачабеківна
- Айба Хакібей Кажевич
- Айбазова Маріям Шамгеївна
- Айвазян Людмила Олександрівна
- Айтматов Чингіз Торекулович
- Акбаралієва Кундус Хаїтбаївна
- Акгаєв Ата
- Акеєв Анатолій Айович
- Акматов Таштанбек
- Аксамітаускене Валерія Мечисловівна
- Аксьонов Микола Федорович
- Алдакаєв Сабірьян Габдрауфович
- Александров Анатолій Олександрович
- Александров Анатолій Петрович
- Александров-Агентов Андрій Михайлович
- Алієв Алі Нагі огли
- Алієв Гейдар Алійович
- Алієв Іса Муса огли
- Алієв Шанлік Муслім огли
- Алієва Зібар Сулейман кизи
- Алієва Міная Мірзабала кизи
- Алієва Хавва Халіл кизи
- Алімов Анатолій Андрійович
- Алімов Микола Миколайович
- Аллаберенова Огульгельди
- Аллахвердієва Міная Курбан кизи
- Алтунін Олександр Терентійович
- Алхімов Володимир Сергійович
- Аманбаєв Толобек
- Аманжолов Алпамис Булекбайович
- Амбарцумян Віктор Амазаспович
- Амбарцумян Сергій Олександрович
- Ампілова Тетяна Іванівна
- Амрінов Баяш Каутанович
- Андрєєв Геннадій Миколайович
- Аніщенко Тамара Павлівна
- Аннаоразов Пода
- Аннушкіна Раїса Андріївна
- Антонов Микола Панасович
- Антонов Олег Костянтинович
- Антонов Олексій Костянтинович
- Антонова Ольга Ернестівна
- Ануфрієва Світлана Валентинівна
- Анчукова Тетяна Петрівна
- Арабідзе Вахтанг Іванович
- Аразова Еджекгуль
- Аракчаа Анфіса Тулушівна
- Арбатов Георгій Аркадійович
- Арбузов Борис Олександрович
- Ареян Тамарік Цолаківна
- Арзієва Зульфіяхон Мукімівна
- Арсентьєв Василь Панасович
- Арсланбекова Нуршереп Нажмутдинівна
- Артамонова Діна Сергіївна
- Арутюнян Донара Асканазівна
- Арутюнян Мартин Карапетович
- Арутюнян Елмір Татулович
- Архипов Володимир Михайлович
- Архипов Іван Васильович
- Аршба Руслан Ардезанович
- Асимов Мухамед Сайфітдінович
- Аскаров Асанбай Аскарули
- Асланікашвілі Мамука Олександрович
- Атабалова Огулгерек
- Атаєв Байри
- Атяшкіна Тетяна Федорівна
- Ауельбеков Єркін Нуржанович
- Аухадієв Кенес Мустаханович
- Аушев Петро Георгійович
- Аушкап Ерік Янович
- Афанасьєв Віктор Григорович
- Афанасьєв Сергій Олександрович
- Ахмедов Карім Садикович
- Ахмедова Ірина Холматівна
- Ахмедова Кенжа
- Ахмерова Світлана Гаріфівна
- Ахромеєв Сергій Федорович
- Ашимов Байкен Ашимович
- Аширбердиєва Говхер
- Ашуралієв Рашид
- Аюрзанаєва Ніна Адушиївна

## Б
- Бабаєв Агаджан Гельдийович
- Багіна Наталія Йосипівна
- Багірлі Раміз Абузер огли
- Багіров Ільдирим Азіз огли
- Багіров Кямран Мамед огли
- Багіров Октай Алісатарович
- Багуєва Зайдат Сажаївна
- Байбаков Микола Костянтинович
- Байронова Валентина Володимирівна
- Байсуркаєва Яхіта Габаївна
- Бакін Борис Володимирович
- Бакланов Олег Дмитрович
- Балакіна Євгенія Вікторівна
- Баландін Анатолій Никифорович
- Баландін Юрій Миколайович
- Балаян Вазген Жорайович
- Балгабаєва Айнаш Рахімівна
- Балтайс Марія Акіндинівна
- Балуєв Веніамін Георгійович
- Бальмонт Борис Володимирович
- Бальтмішкене Ядвіга Юозівна
- Бамайстрюк Марія Гаврилівна
- Бандровський Генріх Йосипович
- Баранов Володимир Петрович
- Баркаускас Антанас Стасевич
- Бартошевич Геннадій Георгійович
- Барушева Любов Василівна
- Басов Микола Геннадійович
- Баталін Юрій Петрович
- Бауманіс Айварс Олександрович
- Баханцова Валентина Аркадіївна
- Бахірєв В'ячеслав Васильович
- Бахуцева Світлана Бухаридівна
- Башанкаєва Валентина Олександрівна
- Башилов Сергій Васильович
- Башмінов Микола Володимирович
- Бганба Назі Ночіївна
- Бебко Раїса Павлівна
- Бежанішвілі Джемал Отарович
- Безбородов Валерій Михайлович
- Безуглов Анатолій Іванович
- Бейбутов Рашид Маджид огли
- Бейшекеєва Кульміра Мусаївна
- Беліков Валерій Олександрович
- Белюнайте Геновайте Казівна
- Бердзенішвілі Мераб Ісидорович
- Бердников Павло Григорович
- Березін Анатолій Іванович
- Березовський Петро Степанович
- Берзіньш Вілніс Арнольдович
- Беспалов Іван Петрович
- Бесараб Анатолій Миколайович
- Бестаєв Ілля Антонович
- Бетехтін Анатолій Володимирович
- Бєдарьова Галина Гаврилівна
- Бєекман Володимир Еугенович
- Бєлалов Імір Марупович
- Бєлецький Михайло Людвігович
- Бєлов Юрій Павлович
- Бєлоусов Ігор Сергійович
- Бєльська Надія Володимирівна
- Бєляк Костянтин Микитович
- Бєляков Анатолій Михайлович
- Бєляков Ростислав Аполлосович
- Бикова Олександра Тихонівна
- Бідарова Заліна Георгіївна
- Бієшу Марія Лук’янівна
- Біктеміров Шаукат Хасанович
- Білик Леонід Миколайович
- Бітуєв Микола Магометович
- Блбулян Маня Камисівна
- Блінова Олена Вікторівна
- Блохін Микола Миколайович
- Блохіна Ірина Миколаївна
- Бобкова Раїса Олексіївна
- Бобовиков Ратмір Степанович
- Бобриков Максим Павлович
- Богданович Михайло Костянтинович
- Боголюбов Клавдій Михайлович
- Боголюбов Микола Миколайович
- Богомяков Геннадій Павлович
- Богус Міра Шамілівна
- Бодюл Іван Іванович
- Боєва Ніна Митрофанівна
- Бозаганов Ораз
- Бозорова Жаміла Азимівна
- Бойболаєва Караматхон
- Бойко Андрій Васильович
- Бойко Віктор Григорович
- Бойко Галина Софронівна
- Бойко Олексій Сергійович
- Бокарєва Тетяна Миколаївна
- Бокіна Ніна Федорівна
- Боков Владислав Васильович
- Болтунов Михайло Іванович
- Большаков Анатолій Іванович
- Бондарєв Юрій Васильович
- Бондаренко Іван Панасович
- Бондаренко Любов Олександрівна
- Борисевич Микола Олександрович
- Борисов Григорій Григорович
- Борисов Петро Михайлович
- Бородін Леонід Олександрович
- Бохова Людмила Петрівна
- Боцу Павло Петрович
- Брагін Володимир Васильович
- Братищенко Ольга Григорівна
- Братченко Борис Федорович
- Брехов Костянтин Іванович
- Бризгалова Антоніна Андріївна
- Бровиков Володимир Гнатович
- Брязгунов Юрій Іванович
- Бугаєв Борис Павлович
- Бугаков Юрій Федорович
- Буданцев Микола Іванович
- Будзило Орислава Луківна
- Будков Олександр Михайлович
- Бузоєв Дзембат Тохович
- Буймов Анатолій Єгорович
- Букіс Зента Артурівна
- Булат Ілля Михайлович
- Буранова Тулган Хужамівна
- Буренков Сергій Петрович
- Бурлака Микола Якович
- Бурнашова Галина Миколаївна
- Бурцева Тетяна Дмитрівна
- Бусигін Михайло Іванович
- Буюклян Алварт Ішханівна

## В
- Вагріс Яніс Янович
- Вайно Карл Генріхович
- Валеєва Зінфіра Фатихівна
- Вардосанідзе Леван Григорович
- Варначов Євген Андрійович
- Васеніна Пелагія Іванівна
- Васильєв Віталій Олександрович
- Васильєв Микола Федорович
- Ватан Тамара Леонівна
- Ватченко Олексій Федосійович
- Ващенко Григорій Іванович
- Ведерников Геннадій Георгійович
- Ведерников Микола Іванович
- Величко Володимир Макарович
- Велідова Галина Миколаївна
- Веліхов Євген Павлович
- Вельді Хейно Тинісович
- Веневцев Віталій Максимович
- Вербшина Людмила Іванівна
- Верещагіна Ірина Михайлівна
- Верко Наталія Лук'янівна
- Вест Ебе Лембітівна
- Вєрьовочкін Євген Іванович
- Винокуров Петро Миколайович
- Вісоцкіс Еугеніюс Казіович
- Віташкевич Микола Олександрович
- Влас Іван Георгійович
- Власов Олександр Володимирович
- Войстроченко Анатолій Хомич
- Волков Володимир Єгорович
- Волков Гаврило Мойсейович
- Володарський Лев Мордкович
- Вольмер Юрій Михайлович
- Воронін Лев Олексійович
- Воротников Віталій Іванович
- Восс Август Едуардович
- Врабій Василиса Романівна
- Всеволожський Михайло Миколайович

## Г
- Габунія Гурам Дмитрович
- Гаврилова Рімма Олександрівна
- Гадоєва Шарофат Болтаївна
- Галаварян Етера Санатруківна
- Галієв Мунавір Мухаметамінович
- Галімуллін Харіс Галімуллович
- Галкін Дмитро Прохорович
- Галухін Яків Іванович
- Гамзатов Расул Гамзатович
- Гамкрелідзе Тамаз Валеріанович
- Ганджабаєва Садат Джумамурадівна
- Гапуров Мухамедназар Гапурович
- Гарбузов Василь Федорович
- Гарян Аревік Артемівна
- Гасанов Сайд Юсупович
- Гасанова Гєвхар Техран кизи
- Гасанова Ханимджан Аят кизи
- Гасанова Шамама Махмудалі кизи
- Гасимов Фаміл Іслам огли
- Гашков Іван Андрійович
- Гаюров Атто
- Гелдіашвілі Нелі Георгіївна
- Геллер Рахіль Гедаліївна
- Геллерт Наталія Володимирівна
- Герасимов Іван Олександрович
- Гілашвілі Павло Георгійович
- Гіль Павло Євстахійович
- Гіренко Андрій Миколайович
- Гіталов Олександр Васильович
- Гладкий Іван Іванович
- Гладких Надія Григорівна
- Глєбов Ігор Олексійович
- Глігор Степан Савович
- Глінкін Анатолій Ілліч
- Глоба Василь Андріанович
- Глушко Валентин Петрович
- Глушков Микола Тимофійович
- Гнатюк Вікторія В'ячеславівна
- Говоров Володимир Леонідович
- Говорухіна Євгенія Олександрівна
- Гогоберідзе Наргізі Мемедівна
- Голдін Микола Васильович
- Головін Володимир Олександрович
- Гончар Олександр Терентійович
- Гончаренко Борис Трохимович
- Гончаров Юрій Іванович
- Горбаєв Віктор Миколайович
- Горбачов Михайло Сергійович
- Горбунов Борис Дмитрович
- Горчаков Петро Андрійович
- Горшков Леонід Олександрович
- Горшков Сергій Георгійович
- Горюнов Павло Панфілович
- Гостєв Борис Іванович
- Грамов Марат Володимирович
- Гребенюк Василь Андрійович
- Гребнєв Володимир Федорович
- Грибанова Людмила Леонідівна
- Грибков Анатолій Іванович
- Гривко Катерина Дмитрівна
- Гринько Микола Костянтинович
- Гриньова Галина Михайлівна
- Гришин Віктор Васильович
- Гришкявічюс Пятрас Пятрович
- Грінцов Іван Григорович
- Громико Андрій Андрійович
- Громова Валентина Василівна
- Громова Марія Сергіївна
- Гроссу Семен Кузьмич
- Грушко Леонід Олексійович
- Губанов Володимир Михайлович
- Губань Марія Григорівна
- Гудков Олександр Федорович
- Гуженко Тимофій Борисович
- Гуменюк Людмила Євгенівна
- Гумінська Софія Василівна
- Гурбанова Наїла Гурбан кизи
- Гур’єв В’ячеслав Іоїлович
- Гусейнов Аділь Нурі огли
- Гусєв Володимир Вікторович
- Гусєв Володимир Кузьмич
- Гусельников Леонід Федорович
- Густов Іван Степанович

## Д
- Давидов Микола Григорович
- Давидовська Валентина Олександрівна
- Давітадзе Маріне Шалвівна
- Давтян Павлуша Мурадович
- Дадабаєв Абдурахман
- Даниленко Віктор Дмитрович
- Данилко Іван Павлович
- Данилова Галина Миколаївна
- Данильченко Леонід Михайлович
- Дарсалія Афрасіон Лауйович
- Дастанова Маліка Ахмадаліївна
- Дашиєв Дугаржап Циренович
- Дашко Микола Григорович
- Дегтяр Надія Павлівна
- Дементьєва Раїса Федорівна
- Демиденко Василь Петрович
- Демірчян Карен Серопович
- Деміховська Світлана Федорівна
- Демічев Петро Нілович
- Демченко Іван Олександрович
- Денисова Ганна Олексіївна
- Деревянко Раїса Вікторівна
- Дереєва Валентина Володимирівна
- Джаббаров Ісмаїл
- Джумаєва Озодамо
- Дибенко Микола Кирилович
- Дикусаров Володимир Григорович
- Димшиць Веніамін Емануїлович
- Диханбаєва Гульнара Оразбеківна
- Дінков Василь Олександрович
- Дмитрієв Валентин Іванович
- Дмитрієв Ігор Федорович
- Добрик Віктор Федорович
- Добринін Геннадій Миколайович
- Добріянський Микола Степанович
- Додонов Микола Юрійович
- Докшас Зігмантас Станісловович
- Долгих Володимир Іванович
- Дондокова Дулма Жимбуївна
- Доненбаєва Камшат Байгазинівна
- Дорохов Ілля Діомідович
- Дригін Анатолій Семенович
- Дробишев Іван Васильович
- Дубко Олександр Йосипович
- Дудинський Микола Володимирович
- Дуйшеєв Арстанбек Дуйшейович
- Думачов Анатолій Пантелійович
- Думбадзе Нодар Володимирович
- Дунаєва Людмила Василівна
- Дьяконов Владислав Дмитрович
- Дюгай Володимир Костянтинович
- Дягель Віра Андріївна

## Е
- Епов Володимир Садейович
- Ергешова Шасенем Розиївна
- Есамбаєв Махмуд Алісултанович

## Є
- Євдокимова Ванда Іванівна
- Єгіазарян Хазал Мануківна
- Єгоров Анатолій Григорович
- Єгоров Георгій Михайлович
- Єжевський Олександр Олександрович
- Єлагін Олександр Сидорович
- Єлаєв Сергій Миколайович
- Єлисєєв Євген Олександрович
- Єлисєєва Романа Олександрівна
- Єлькіна Марія Сидорівна
- Єльцин Борис Миколайович
- Єльченко Юрій Никифорович
- Єлютін В’ячеслав Петрович
- Ємельянова Алевтина Василівна
- Ємохонов Микола Павлович
- Єпішев Олексій Олексійович
- Єремей Григорій Ісидорович
- Єрьоміна Олена Миколаївна
- Єрмаков Павло Семенович
- Єрмачкова Катерина Іванівна
- Єрмаш Пилип Тимофійович
- Єрмін Лев Борисович
- Єрпилов Петро Іванович
- Єсетов Такей
- Єсипьонок Тамара Володимирівна
- Єсін Василь Павлович
- Єфімов Олександр Миколайович
- Єфременко Борис Іванович
- Єчешева Світлана Єрельдіївна

## Ж
- Жакупов Ануар Камзінович
- Жанказієв Султая Баширович
- Жапаркулова Зінаїда Мамбетжанівна
- Жарко Галина Семенівна
- Жданов Дмитро Олександрович
- Жерздєва Олександра Василівна
- Жиганова Майя Петрівна
- Жиловський Віктор Дмитрович
- Жиєнбаєв Кархан
- Жирнов Іван Іванович
- Жовтяк Валентина Іванівна
- Жуков Георгій Олександрович
- Журавльов Борис Олександрович
- Журенкова Валентина Семенівна
- Жученко Олександр Олександрович

## З
- Заболотний Віталій Дмитрович
- Загладін Вадим Валентинович
- Загребельний Павло Архипович
- Заїров Мухіддін Заїрович
- Зайков Лев Миколайович
- Зайтунова Саліма Рашитівна
- Зайцев Микола Прохорович
- Зайцев Михайло Митрофанович
- Замятін Леонід Митрофанович
- Зарубін Олександр Іванович
- Зарудін Юрій Федорович
- Захаренко Олександр Антонович
- Захаров Іван Васильович
- Захарчук Олексій Васильович
- Защук Марія Володимирівна
- Згурський Валентин Арсентійович
- Земченков Ігор Олександрович
- Зійоєв Таваралі
- Зименок Василь Петрович
- Зимянін Михайло Васильович
- Зітманіс Август Карлович
- Зіяєв Тоштемір
- Злобін Микола Анатолійович
- Знаменський Юрій Степанович
- Золотова Наталія Леонідівна
- Золотухін Григорій Сергійович
- Зоріна Віолетта Семенівна

## И
- Ібрагімов Гусейн Рустам огли
- Ібрагімов Мірза Аждар огли
- Іваницький Микола Михайлович
- Іванов Борис Федорович
- Іванов Олександр Іванович
- Іванова Галина Панасівна
- Івановський Євген Пилипович
- Івашутін Петро Іванович
- Ігнатов Вадим Миколайович
- Ігнатюк Олена Миколаївна
- Ізраель Юрій Антонійович
- Іксанов Мустахім Белялович
- Ільєнко Василь Євдокимович
- Іманалієв Мурзабек Іманалієвич
- Імралієв Сардар Мамед огли
- Інаурі Олексій Миколайович
- Інжиєвський Олексій Олексійович
- Іонов Микола Олександрович
- Ісаєв Віктор Миколайович
- Ісаєв Єгор Олександрович
- Ісаєв Олександр Сергійович
- Іскандаров Абдулла
- Ітєшина Ніна Іванівна
- Ішлінський Олександр Юлійович
- Іщук Людмила Олександрівна

## К
- Кабалевський Дмитро Борисович
- Кабдікарімова Нурбакит
- Каберська Наталія Вікторівна
- Кабилов Хакім
- Кабяк Сергій Терентійович
- Кавінський Ромуальд Володимирович
- Кавун Василь Михайлович
- Кадирбаєв Володимир Касимович
- Кадирова Дапаакан Акматівна
- Кадирова Серафима Григорівна
- Казаков Василь Іванович
- Казанець Іван Павлович
- Казатова Сайнап
- Кайбишев Оскар Акрамович
- Каландарова Зайтуна Давлатерівна
- Калашников Анатолій Петрович
- Калашников Володимир Ілліч
- Калашников Микола Іванович
- Калашников Михайло Тимофійович
- Каледін Анатолій Сергійович
- Калін Іван Петрович
- Калінін Олексій Михайлович
- Калініна Іда Павлівна
- Калніньш Ігоре Карлович
- Калюжна Марія Павлівна
- Камаліденов Закаш Камаліденович
- Камалов Каллібек
- Каменцев Володимир Михайлович
- Канащенков Володимир Сергійович
- Каноатов Муміншо
- Капітанець Іван Матвійович
- Капітонов Іван Васильович
- Карабут Олексій Максимович
- Караваєв Георгій Аркадійович
- Караханова Курбаной Дурряївна
- Каргін Михайло Іванович
- Карімов Абдухалік
- Карімов Раїль Газімович
- Карлов Володимир Олексійович
- Карпенко Тамара Павлівна
- Карпов Анатолій В’ячеславович
- Карпов Володимир Васильович
- Карриєв Чари Союнович
- Картвелішвілі Дмитро Леванович
- Картофяну Георгій Георгійович
- Касимов Абдукарім Касимович
- Касумова Сунбул Касум кизи
- Кахідзе Русудан Шотаевна
- Кац Мейер Іцкович
- Качаловський Євген Вікторович
- Качин Дмитро Іванович
- Качура Борис Васильович
- Каюмова Раїно Абдуазізівна
- Кеворков Борис Саркісович
- Кемертелідзе Етері Петрівна
- Кетрян Оксана Віталіївна
- Кистаубаєв Туран
- Кичинська Віра Михайлівна
- Кишаєв Датка Карович
- Кишлар Олександр Степанович
- Кіктенко Володимир Костянтинович
- Кім Алла Сергіївна
- Кінь Августа Юріївна
- Кіреєва Любов Михайлівна
- Клепиков Михайло Іванович
- Клименко Іван Юхимович
- Кличев Іззат Назарович
- Клунейко Людмила Іванівна
- Кльоцков Леонід Герасимович
- Клюєв Володимир Григорович
- Князєв Пилип Кирилович
- Коблов Михайло Борисович
- Коваленко Олександр Власович
- Ковальов Михайло Васильович
- Ковальчук Зиновій Степанович
- Ковшова Зоя Іллівна
- Кожевников Вадим Михайлович
- Кожухівська Юлія Іванівна
- Козін Михайло Іванович
- Козіна Ніна Василівна
- Козлов Микола Тимофійович
- Козловський Євген Олександрович
- Койчуманов Акан Джулайович
- Кокарєва Зінаїда Миколаївна
- Колабекова Олена Володимирівна
- Колбін Геннадій Васильович
- Колдунов Олександр Іванович
- Колесников Борис Іванович
- Колесников Петро Кіндратович
- Колмогоров Георгій Дмитрович
- Коломайко Микола Іванович
- Коломієць Юрій Панасович
- Коломійцева Галина Павлівна
- Колосова Віра Анатоліївна
- Колосова Лідія Федорівна
- Комаров Микола Дмитрович
- Конарєв Микола Семенович
- Коновалов Олександр Васильович
- Коновалов Василь Миколайович
- Конопльов Борис Всеволодович
- Конотоп Василь Іванович
- Константинов Анатолій Устинович
- Кооп Арнольд Вікторович
- Копаницька Тетяна Валентинівна
- Копитко Ольга Яківна
- Коптюг Валентин Панасович
- Коренко Сергій Володимирович
- Корідзе Джумбер Федорович
- Коркін Олександр Гаврилович
- Коркліш Тамара Павлівна
- Корнієнко Анатолій Іванович
- Корнієнко Георгій Маркович
- Корольова Тетяна Федорівна
- Коротеньков Анатолій Романович
- Корсун Володимир Анатолійович
- Кортелайнен Карл Єфремович
- Корчак Марія Порфирівна
- Косирьова Надія Степанівна
- Косолапов Річард Іванович
- Костандов Леонід Аркадійович
- Костенюк Олександр Григорович
- Костіна Людмила Миколаївна
- Костюченко Михайло Іванович
- Костюченко Петро Никифорович
- Котельников Володимир Олександрович
- Кочерга Анатолій Іванович
- Кочетов Костянтин Олексійович
- Кочнєва Галина Іванівна
- Кошик Надія Іванівна
- Кошоєв Темірбек Кудайбергенович
- Кощанова Гулсара Шарапівна
- Кравченко Галина Іванівна
- Крамська Тамара Іванівна
- Краснова Людмила Миколаївна
- Кретавічюс Генрікас Костянтинович
- Кривобок Тетяна Вікторівна
- Кривоногова Тетяна Василівна
- Криворучко Леонтій Леонтійович
- Кривошеєва Валентина Іванівна
- Круглова Зінаїда Михайлівна
- Круміньш Волдемар Мартинович
- Крупник Галина Адамівна
- Кручина Микола Юхимович
- Крючков Володимир Олександрович
- Кряк Володимир Іванович
- Куанишев Оразбек Султанович
- Кубасова Валентина Іванівна
- Кубашев Сагідулла Кубашевич
- Кубілюс Йонас Пятрович
- Кудрявцев Олександр Іванович
- Кузіна Надія Іванівна
- Кузмаускас Костянтинас-Ромуальдас Пятрович
- Кузнецов Василь Васильович
- Кузнецов Володимир Михайлович
- Кузнецова Марія Олексіївна
- Кузьмін Юрій Григорович
- Кузьміна Антоніна Миколаївна
- Кукайн Рита Олександрівна
- Кулакова Зоя Дмитрівна
- Кулакова Клавдія Петрівна
- Куленов Ахат Салемхатович
- Кулешов Іван Іванович
- Кулешова Галина Андріївна
- Куліджанов Лев Олександрович
- Кулієв Кайсин Шувайович
- Куликов Віктор Георгійович
- Куликов Євген Андрійович
- Куликов Федір Михайлович
- Куликова Тетяна Андріївна
- Кулова Огулдженнет Сопіївна
- Кульбачна Раїса Іванівна
- Кульджагазов Ходжамамед
- Кульматов Ренат Сатарович
- Кульпач Єва Фадіївна
- Кунаєв Аскар Мінліахмедович
- Кунаєв Дінмухамед Ахмедович
- Купріянов Олександр Кирилович
- Купча Едіте Янівна
- Куракін Євген Федорович
- Курбаніязов Онгарбай
- Курбанова Еше
- Курбатов Олександр Васильович
- Куре Ене Василівна
- Куркіна Валентина Андріївна
- Куркоткін Семен Костянтинович
- Кусаїнов Амангельди Кусаїнович
- Кутаркова Ніна Іванівна
- Кутахов Павло Степанович
- Кутішенко Ольга Олександрівна
- Кууль Оскар Пеетерович
- Кучер Ганна Павлівна
- Кучеренко Василь Григорович
- Кучина Валентина Павлівна
- Кучумова Людмила Іванівна
- Кушеков Унайбай Кушекович
- Куюкова Ольга Іллівна

## Л
- Лавров Кирило Юрійович
- Лагідзе Іветта Володимирівна
- Лагутіна Лідія Павлівна
- Лакербая Лариса Бегівна
- Лакія Тіна Григорівна
- Лапигін Володимир Лаврентійович
- Лапін Сергій Георгійович
- Лаптєв Павло Павлович
- Лапшина Антоніна Василівна
- Лапшова Ніна Павлівна
- Ларіонова Галина Василівна
- Ласманс Айварс Янович
- Лебедєва Віра Антонівна
- Лебедєва Лідія Дмитрівна
- Легостаєва Серафима Павлівна
- Лежава Ціала Арушанівна
- Леїн Вольдемар Петрович
- Лендюк Юстина Володимирівна
- Леонов Василь Севастянович
- Леонов Павло Артемович
- Лєпьошкіна Олена Львівна
- Лизичев Олексій Дмитрович
- Ликов Геннадій Дмитрович
- Ликова Лідія Павлівна
- Листов Володимир Володимирович
- Литвинова Лідія Михайлівна
- Лихачов Володимир Віталійович
- Лихоманова Галина Інокентіївна
- Лівенцов Василь Андрійович
- Лівманіс Станіслав Язепович
- Лігачов Єгор Кузьмич
- Лієберг Ендель Аугустович
- Лійв Валерій Ріхардович
- Лінник Анатолій Васильович
- Лісовий Тимофій Григорович
- Лобачова Єва Яківна
- Логачов Микола Олексійович
- Логунов Анатолій Олексійович
- Ложченко Микола Родіонович
- Ломакін Віктор Павлович
- Ломако Петро Фадійович
- Ломов Микола Петрович
- Ломоносов Володимир Григорович
- Лопатін Федір Петрович
- Лопухов Олександр Михайлович
- Лосєв Сергій Андрійович
- Лотарев Володимир Олексійович
- Лощенков Федір Іванович
- Лукін Сергій Олександрович
- Луконіна Валентина Іванівна
- Лук'янова Ніна Василівна
- Лук'янченко Станіслав Олександрович
- Лутак Іван Кіндратович
- Лушникова Ніна Володимирівна
- Лябушев Федір Петрович
- Ляхов Іван Андрійович
- Ляшко Олександр Павлович

## М
- Мавліков Вазіл Саліхович
- Магомедов Магомедалі Магомедович
- Магомедова Гулузар Алімагомедівна
- Магомедрагімов Загідін Шафідінович
- Магрелова Ніна Михайлівна
- Маїлов Афік Якуб огли
- Майманов Артур Ялбагайович
- Майорець Анатолій Іванович
- Майоров Олександр Михайлович
- Макарадзе Надіє Михайлівна
- Макаренко Віктор Сергійович
- Макаренко В’ячеслав Олександрович
- Макаров Олександр Максимович
- Макарова Тетяна Михайлівна
- Макеєв Віктор Петрович
- Макейчик Анатолій Миколайович
- Максимов Юрій Павлович
- Макушева Валентина Іванівна
- Малашенко Юрій Володимирович
- Малдоніс Альфонсас Мотейович
- Малікова Майрамхон Абдумумінівна
- Малофеєв Анатолій Олександрович
- Мальбахов Тімбора Кубатійович
- Мальков Микола Іванович
- Мальцев Віктор Федорович
- Мальцев Микола Олексійович
- Мамаєв Ібрагім Мулісович
- Мамарасулов Саліджан
- Маматкулов Тіркаш
- Маматов Зулпукар
- Мамедов Рафік Джаббар огли
- Мамедова Венера Юсіф кизи
- Мамедова Наргіла Сейді кизи
- Мамонтов Олександр Сергійович
- Мамунц Самвел Ванійович
- Манаєнков Юрій Олексійович
- Манджиєва Тамара Дмитрівна
- Манякін Сергій Йосипович
- Маргарян Сурік Амаякович
- Марді Лійві Олександрівна
- Мариненко Марія Григорівна
- Марисов Валерій Костянтинович
- Маркарян Гриша Саркісович
- Марков Георгій Мокійович
- Мартиросян Кіма Грачівна
- Мартинов Микола Васильович
- Марчук Гурій Іванович
- Маряхіна Катерина Петрівна
- Масалієв Абсамат Масалійович
- Масленников Микола Іванович
- Маслова Ганна Василівна
- Маслюков Юрій Дмитрович
- Масол Віталій Андрійович
- Матафонов Михайло Іванович
- Матуляускене Рімуте Юозівна
- Маханова Несібелі Рахматуллаївна
- Махкамов Кахар Махкамович
- Махмудова Наїма Махмудівна
- Мацко Ольга Аркадіївна
- Мачула Євдокія Петрівна
- Машнягуца Іван Григорович
- Машуков Жамалдін Білович
- Медведєв Вадим Андрійович
- Мельников Олександр Григорович
- Мельниченко Панас Кіндратович
- Мельцева Євгенія Гнатівна
- Мендак Леоніда Володимирівна
- Ментешашвілі Тенгіз Миколайович
- Меньшиков Валерій Петрович
- Мерамова Бела Тхазарталіївна
- Мереніщев Микола Володимирович
- Мерецков Володимир Кирилович
- Меркулова Надія Миколаївна
- Метонідзе Гурам Арчилович
- Меунаргія Валер’ян Германович
- Мехренцев Анатолій Олександрович
- Мешкаускене Дануте Антанівна
- Мєсяц Валентин Карпович
- Мєшков Федір Степанович
- Миндру Микола Георгійович
- Минзу Володимир Георгійович
- Миронов Василь Петрович
- Мирошхін Олег Семенович
- Мисниченко Владислав Петрович
- Митрін Євген Тимофійович
- Митрофанова Ніна Никанорівна
- Михайлов Віктор Костянтинович
- Михайлова Антоніда Ксенофонтівна
- Михайлова Валентина Іванівна
- Михайлова Валентина Миколаївна
- Михайлова Оксинія Єгорівна
- Михайловський Аркадій Петрович
- Михалевич Володимир Сергійович
- Михалков Сергій Володимирович
- Мійгеш Лайош Лайошович
- Мікельсонс Айварс Елмарович
- Мікулич Володимир Андрійович
- Мікучяускас Владісловас Косто
- Мілкін Анатолій Васильович
- Мінгела Пранас Стасевич
- Мінєнкова Тетяна Михайлівна
- Мірбабаєва Мінавар
- Мірзамамітова Заріпа Машрапівна
- Мішин Віктор Максимович
- Міщенко Віктор Тимофійович
- Мнацаканян Бавакан Гагіківна
- Можайська Софія Олександрівна
- Можина Тетяна Іванівна
- Мозговий Іван Олексійович
- Мозговий Олександр Іванович
- Мойдунов Жумакадир
- Мокрушин Сергій Іларіонович
- Молдобаєв Карибек Молдобайович
- Молодова Людмила Іванівна
- Молодцов Борис Андрійович
- Монаша Марія Антонівна
- Монгуш Маргарита Хілік-Доржуївна
- Моргун Федір Трохимович
- Морозов Валерій Михайлович
- Морозов Іван Павлович
- Морозов Микола Юхимович
- Морозов Сергій Миколайович
- Мосашвілі Теймураз Ілліч
- Москаленко Кирило Семенович
- Мотова Ніна Михайлівна
- Моторіко Михайло Георгійович
- Моцак Григорій Іванович
- Моцкобілі Ціурі Нодаріївна
- Мочалін Федір Іванович
- Музафаров Сабір Бакір огли
- Мукашев Саламат Мукашевич
- Мумінов Абдукарім
- Мунтян Валентина Іванівна
- Муравйов Євген Федорович
- Муравйов Іван Іванович
- Муравйова Валентина Іванівна
- Мурадов Худік
- Мурадян Ліда Араратівна
- Мураховський Всеволод Серафимович
- Мурашова Тетяна Іванівна
- Муродов Асомудін Шодійович
- Мусаєв Фуад Енвер огли
- Мусаєва Тарлан Гасан кизи
- Мусаханов Мірзамахмуд Мірзарахманович
- Мусвідайте Регіна Владівна
- Мустафаєв Нурадін Елязович
- Муха Степан Нестерович
- Мухабатова Соніябібі Хушвахтівна
- Мухаметзянов Аклім Касімович
- Мухлаєва Дельгір Бадмаївна
- Мухтаров Лятіф Ісмаїл огли
- Мянністе Андрій Арнольдович

## Н
- Набієв Рахмон Набієвич
- Надсон Микола Веніамінович
- Назарбаєв Нурсултан Абішович
- Назіров Юрсунджон
- Нарбунтене Валерія Йовівна
- Нарматова Хайрініса Абдінабіївна
- Науджюнене Алдона-Котріна Симівна
- Наумов Павло Олексійович
- Невечера Ірина Олексіївна
- Нелюбін Віталій Павлович
- Немонтов Олександр Андрійович
- Непорожній Петро Степанович
- Нерсесян Леонід Нерсесович
- Низовський Олександр Петрович
- Никаноров Ігор Олексійович
- Никонов Віктор Петрович
- Никончук Валентина Григорівна
- Нієзова Аміна Махмудівна
- Нікітін Владилен Валентинович
- Нікітін Микола Євгенович
- Нікольський Борис Васильович
- Нікулін Борис Георгійович
- Нікулін Володимир Іларіонович
- Новгородова Катерина Інокентіївна
- Новиков Георгій Вікторович
- Новожилов Генріх Васильович
- Новолодський Олексій Борисович
- Новосьолова Юлія Дмитрівна
- Новрузова Зіяфат Муса кизи
- Норейка Пранас Миколович
- Носач Тетяна Михайлівна
- Ночовкін Анатолій Петрович
- Нуріахметова Гульфіра Халітівна
- Нурієв Зія Нурійович
- Нурієва Наргіз Алекпер кизи
- Нурманбетова Турсунбюбю Мамитканівна
- Нурушева Баті Утеніязівна

## О
- Овсянникова Людмила Дмитрівна
- Овчинникова Наталія Григорівна
- Оганян Гайк Агасійович
- Огарков Микола Васильович
- Оданець Валентина Іванівна
- Одинцов Володимир Євгенович
- Ойахмадов Алі
- Оконечников Борис Павлович
- Окотетто Павло Палевич
- Окунєва Тетяна Леонідівна
- Оленєв Микола Вікторович
- Оленькова Анастасія Яківна
- Оразов Куванч
- Орбелян Сайда Михайлівна
- Орлов Володимир Олександрович
- Орлов Володимир Павлович
- Орлова Наталія Володимирівна
- Оселедець Олександр Георгійович
- Осетров Тимофій Миколайович
- Осипов Володимир Олексійович
- Осипов Панас Миколайович
- Остапенко Іван Максимович
- Отке Надія Павлівна
- Отузов Худайберді
- Оюн Вадим Орамбалович

## П
- Паап Ендель Альфредович
- Павлик Євгенія Григорівна
- Паксадзе Назіброла Отарівна
- Палажченко Леонід Іванович
- Палевич Казимира Йосипівна
- Палєчкова Валентина Іванівна
- Паллаєв Гаїбназар
- Панасенко Тарас Іванович
- Панфілов Михайло Панфілович
- Панчвідзе Годерзі Севастович
- Папунідзе Вахтанг Рафаелович
- Парандайкіна Ганна Олександрівна
- Паришкура Михайло Іванович
- Парік Хейно Хансович
- Пармаклі Савелій Михайлович
- Паршина Валентина Романівна
- Паршина Світлана Андріївна
- Паскар Петро Андрійович
- Пастернак Віктор Степанович
- Пастухов Борис Миколайович
- Патолічев Микола Семенович
- Патон Борис Євгенович
- Паціашвілі Ніно Георгіївна
- Педак Матті Арнольдович
- Пейпс Лейда Аугустівна
- Пелецкіс Пятрас Олександрович
- Пемпіте Ріта Вітаутівна
- Первенцев Євген Іванович
- Первишин Ерлен Кірікович
- Перевощиков Олександр Веніамінович
- Перегудова Неля Петрівна
- Переляйнен Хільма Андріївна
- Перкун Анатолій Сафронович
- Перттунен Володимир Антонович
- Пестов Василь Серафимович
- Петкявічюс Юозас Юозович
- Петравічюс Леопольдас Владович
- Петрищев Олексій Георгійович
- Петров Василь Іванович
- Петрова Зінаїда Михайлівна
- Петровичев Микола Олександрович
- Петросян Вардгес Амазаспович
- Петрухіна Галина Василівна
- Писар Микола Ілліч
- Пікше Інесе Валентинівна
- Пілімон Ірина Адамівна
- Піпікіс Оскар Імантович
- Піскунов Володимир Венедиктович
- Пітра Юрій Юрійович
- Пічужкін Михайло Сергійович
- Плешаков Петро Степанович
- Плісов Віктор Васильович
- Плітман Яків Ісакович
- Погодаєва Марія Петрівна
- Погодін Володимир Олексійович
- Погосян Сіруш Гагіківна
- Подойникова Валентина Павлівна
- Подольська Ольга Анатоліївна
- Полазнов Микола Олексійович
- Полєцков Володимир Микитович
- Полозов Микола Никифорович
- Полюк Оксана Василівна
- Поляков Віктор Миколайович
- Поляков Іван Євтійович
- Полянський Анатолій Трохимович
- Пономарьов Борис Миколайович
- Пономарьов Микола Панасович
- Пономарьов Олексій Пилипович
- Понталевич Таїсія Омелянівна
- Попісташ Сільвія Вікторівна
- Попков Михайло Данилович
- Попов Володимир Пилипович
- Попов Леонід Іванович
- Попов Микола Іванович
- Попов Микола Іванович
- Попова Віра Володимирівна
- Портнова Ганна Іванівна
- Посібеєв Григорій Андрійович
- Постников Станіслав Іванович
- Постольникова Ольга Михайлівна
- Поціус Аусма Єкабівна
- Почечуєв Юрій Тимофійович
- Прибитков Віктор Васильович
- Прийомко Евеліна Болеславівна
- Прієзжев Микола Семенович
- Пріхно Микола Васильович
- Прокоп'єв Ілля Павлович
- Прокоп'єв Юрій Миколайович
- Прокоф'єв Михайло Олексійович
- Промислов Володимир Федорович
- Прохорова Тамара Миколаївна
- Проценко В’ячеслав Олександрович
- Прудникова Віра Кузьмівна
- Птіцин Володимир Миколайович
- Пугін Микола Андрійович
- Пуго Борис Карлович
- Пудков Іван Іванович
- Пуліна Ірина Борисівна
- Пульникова Людмила Вікторівна
- Пустиннікова Галина Іванівна
- Пухова Зоя Павлівна
- Пушкарьов Віктор Вікторович

## Р
- Раджабов Назір Раджабович
- Раду Ніна Григорівна
- Радюкевич Леонід Володимирович
- Разумов Євген Зотович
- Разумовський Георгій Петрович
- Райк Хельве Аугустівна
- Рамазян Фрунзе Ішханович
- Раматова Ровя Егамівна
- Рамонас Пранцішкус Юозович
- Рапша Олександра Федосіївна
- Расулова Лідія Худат кизи
- Ратушна Світлана Миколаївна
- Рахімова Матлубахон Расулівна
- Рахманін Олег Борисович
- Рахманкулов Нагім Гаріфович
- Рахманова Гульжан Рузметівна
- Рахмонов Саїдмахмуд
- Рахмонова Саїднісо
- Рачков Альберт Іванович
- Рачкова Марія Федорівна
- Ребане Карл Карлович
- Ревазова Світлана Олександрівна
- Ревенко Григорій Іванович
- Резников Вадим Федотович
- Рекунков Олександр Михайлович
- Решетникова Ганна Софронівна
- Рибаков Анатолій Якович
- Рибаков Михайло Савелійович
- Рибаков Олексій Миронович
- Рибакова Галина Сергіївна
- Рибінцева Наталія Петрівна
- Рижков Микола Іванович
- Рижова Ніна Миколаївна
- Ріккен Ільме Акселівна
- Родіонов В’ячеслав Георгійович
- Родіонова Фаїна Антонівна
- Родьєв Юрій Миколайович
- Рожков Микола Олексійович
- Романін Дмитро Васильович
- Романов Геннадій Олександрович
- Романов Григорій Васильович
- Ромоданов Андрій Петрович
- Ростіашвілі Трифон Вахтангович
- Рошка Іван Микитович
- Рощинська Раїса Георгіївна
- Рубен Віталій Петрович
- Рубен Юрій Янович
- Рузієв Руїтдін
- Рузієва Гулінор Байматівна
- Рукавичников Сергій Іванович
- Русаков Костянтин Вікторович
- Русакова Таїсія Андріївна
- Рустамова Марьямхон Рахуббеківна
- Рюйтель Арнольд Федорович
- Рябов Яків Петрович
- Ряхов Анатолій Якович

## С
- Сабіров Мамасали
- Савінкін Микола Іванович
- Садигова Назакет Шаміль кизи
- Садиков Абід
- Садиков Альберт Шакірзянович
- Садретдінова Гульсірень Салімівна
- Сажнов Микола Іванович
- Саїдов Наркули
- Саїдова Байзат Бамматівна
- Сайкін Валерій Тимофійович
- Сакалаускас Вітаутас Владович
- Сакалаускене Алдона Вікторівна
- Сакулін Володимир Олексійович
- Салаєв Ельдар Юніс огли
- Салімов Акіл Умурзакович
- Саліхов Абдумажид Хамідович
- Сальникова Тетяна Аркадіївна
- Самардокене Геновайте Йонівна
- Саматов Абдугафур
- Самедова Гунча Сабір кизи
- Самілик Микола Гнатович
- Самсі Георгій Федорович
- Самхарадзе Іван Самсонович
- Санакоєв Фелікс Сергійович
- Санданов Володимир Циденович
- Санніков Микола Васильович
- Сапаєва Угілжан Жумабаївна
- Саргсян Размік Камсарович
- Саркісов Бабкен Єсайович
- Саркісян Тадей Тачатович
- Саттарова Зулайха Сіндарівна
- Саул Бруно Едуардович
- Саутієва Марем Едельгіреївна
- Саушкін Анатолій Миколайович
- Сафонов Євген Іванович
- Сахатніязова Акбегі Мереткілічівна
- Сахедова Оразгул
- Сахнюк Іван Іванович
- Сванідзе Дареджан Василівна
- Свірін Юрій Миронович
- Сеїдов Гасан Неймат огли
- Семашко Наталія Володимирівна
- Семенихін Володимир Сергійович
- Семенов Василь Іванович
- Семенов Михайло Інокентійович
- Семенова Олександра Пилипівна
- Семенова Любов Дмитрівна
- Серебрякова Валентина Іванівна
- Серебрянська Раїса Василівна
- Сефершаєв Фікрет
- Сєнькін Іван Ілліч
- Сиволап Ганна Миколаївна
- Сидиков Матен
- Сидоров Володимир Васильович
- Сизенко Євген Іванович
- Сизов Геннадій Федорович
- Силаєв Іван Степанович
- Силкін Анатолій Костянтинович
- Синельников Микола Васильович
- Синицький Іван Григорович
- Синявська Тамара Іллівна
- Сисоєва Катерина Федорівна
- Сисоєва Тамара Михайлівна
- Ситник Ніна Миколаївна
- Ситников Василь Іванович
- Сичевський Валентин Едуардович
- Сівець Віктор Миколайович
- Сівченко Лідія Федорівна
- Сіденко Тетяна Михайлівна
- Сійтан Війве Едуардівна
- Сімонян Лев Арташесович
- Скиба Іван Іванович
- Скиданов Іван Якович
- Скляр Ганна Олексіївна
- Скоробогатова Валентина Петрівна
- Скоробогатова Надія Василівна
- Скулме Джемма Отівна
- Скурко Євген Іванович
- Славський Юхим Павлович
- Слюньков Микола Микитович
- Смирнов Анатолій Олександрович
- Смирнов Леонід Васильович
- Смирнов Микола Іванович
- Смиртюков Михайло Сергійович
- Снєтков Борис Васильович
- Сокібекова Ділшодбегім
- Сокол Володимир Харитонович
- Соколов Євген Миколайович
- Соколов Єфрем Овсійович
- Соколов Сергій Леонідович
- Солдатова Галина Іванівна
- Соловйов Павло Олександрович
- Соловйов Юрій Пилипович
- Сологуб Антоніна Прокопівна
- Сологуб Віталій Олексійович
- Соломенцев Михайло Сергійович
- Сонгайла Рінгаудас-Бронісловас Ігнович
- Соркіна Ганна Гнатівна
- Сорокін Олексій Іванович
- Сорокіна Тетяна Анатоліївна
- Соснов Іван Дмитрович
- Спіла Гнат Едуардович
- Стахеєв Рудольф Миколайович
- Степанов Володимир Тимофійович
- Степанюк Катерина Миколаївна
- Степанюк Тетяна Григорівна
- Страутманіс Петро Якубович
- Стрельченко Алевтина Анемподистівна
- Стрельченко Іван Іванович
- Стрижов Володимир Олександрович
- Стукалін Борис Іванович
- Стульгінська Тамара Олександрівна
- Субботін Олександр Михайлович
- Сулейманов Кільдібай Сулейманович
- Сулейменов Олжас Омарович
- Султанов Хатмулла Асилгарійович
- Султанова Свєта Алискаківна
- Сунцов Михайло Іванович
- Суханов Геннадій Валер’янович
- Суханов Олександр Сергійович
- Сушаков Анатолій Павлович

## Т
- Табакова Альбіна Гаврилівна
- Тагізаде-Гаджибеков Ніязі Зульфугарович
- Тажимова Гулзіба
- Таїров Гасан Байрамалі огли
- Тактакішвілі Отар Васильович
- Тализін Микола Володимирович
- Таразевич Георгій Станіславович
- Таранов Іван Тихонович
- Тарасов Микола Никифорович
- Тарасова Тетяна Іванівна
- Татарчук Микола Федорович
- Татлієв Сулейман Байрам огли
- Таушаєв Сайлаубек Ісагулович
- Ташиєв Омурбек Ешимович
- Тедеєва Джульєтта Сосланівна
- Тейнін Борис Дамдинович
- Телепньов Петро Максимович
- Тепкуєв Василь Очкайович
- Теребилов Володимир Іванович
- Терешкова Валентина Володимирівна
- Техова Місурат Сікоївна
- Тимофієнко Михайло Іванович
- Тимочкін Володимир Іванович
- Тинибаєв Абубакір Алійович
- Титаренко Володимир Олександрович
- Титаренко Олексій Антонович
- Тихонов Микола Олександрович
- Тімербаєва Розаліна Абдуллівна
- Ткачук Василь Михайлович
- Ткачук Григорій Іванович
- Ткемаладзе Григорій Абелович
- Тоїрова Фарогат
- Толкунов Лев Миколайович
- Толстих Борис Леонтійович
- Толубко Володимир Федорович
- Томілов Георгій Олексійович
- Тошев Мусурман Ширович
- Третяк Іван Мойсейович
- Третяков Петро Іванович
- Трофимова Наталія Михайлівна
- Трофимова Тетяна Дмитрівна
- Трунов Михайло Петрович
- Трьохсвояков Микола Петрович
- Туполєв Олексій Андрійович
- Турапов Нармумін Турапович
- Турисов Каратай Турисович
- Тургунбаєв Данебай Таженович

## У
- Убілава Юза Джахойович
- Удальцова Любов Миколаївна
- Уланов Геннадій Іванович
- Ульянцева Тетяна Анатоліївна
- Уляшева Віра Миколаївна
- Умалатова Сажі Зайндінівна
- Умаров Учкун
- Умаров Хамдам
- Умурзаков Расул
- Усанова Анастасія Василівна
- Усманов Гумер Ісмагілович
- Усманходжаєв Інамжон Бузрукович
- Устинов Дмитро Федорович
- Устіян Іван Григорович
- Усубалієв Турдакун Усубалійович
- Уткін Володимир Федорович

## Ф
- Фаградян Стьопа Саргісович
- Фадєєв Віктор Сергійович
- Фадєєв Олександр Миколайович
- Фазілова Зульфінісо
- Фалько Володимир Миколайович
- Фаустов Василь Олексійович
- Фахрієва Фільсіна Газізівна
- Федірко Павло Стефанович
- Федорів Роман Миколайович
- Федоров Віктор Степанович
- Федоров Олексій Федорович
- Федорчук Віталій Васильович
- Федосєєв Петро Миколайович
- Федосов Володимир Іванович
- Федотова Людмила Петрівна
- Ференсас Альгірдас Антанович
- Філанович Валентина Іванівна
- Філатов Олександр Павлович
- Філігонова Тамара Федорівна
- Філін Володимир Вікторович
- Фіногенов Павло Васильович
- Фірстов Олександр Іванович
- Фокіна Надія Іванівна
- Фомичова Марія Іванівна
- Фоміна Катерина Іванівна
- Фоміна Лариса Костянтинівна
- Фролов Василь Семенович

## Х
- Хазіахметов Раїс Суфіянович
- Хайдуров Віктор Олексійович
- Хайоєв Ізатулло Хайоєвич
- Халгуєв Тагір Джамалдінович
- Халілов Курбан Алі огли
- Халілова Шукюфа Ханкіши кизи
- Харадзе Євген Кирилович
- Харіоновський Микола Миколайович
- Харитон Юлій Борисович
- Харитонова Надія Павлівна
- Харламова Ангеліна Петрівна
- Харченко Іван Петрович
- Хасієва Лариса Місостівна
- Хачатрян Генрік Самбатович
- Хачатрян Ліда Серобівна
- Хачатрян Манушак Володяївна
- Хачатрян Ріма Цолаківна
- Хворостян Олександр Григорович
- Хертек Анатолій Алдин-Куякович
- Хитрун Леонід Іванович
- Ходалова Тетяна Геннадіївна
- Ходжгуров Адьяв Тюрвейович
- Ходжиєв Риф'ят
- Ходирєв Володимир Якович
- Хожамбергенова Бібіайша
- Хомяков Олександр Олександрович
- Хоперія Марина Дантіївна
- Хохланова Світлана Валер’янівна
- Хрєнников Тихон Миколайович
- Христораднов Юрій Миколайович
- Худайбергенов Мадьяр
- Худайбердиєв Нармахонмаді Джурайович
- Худайбердієв Каххор
- Худайбердієв Розикули
- Худайкулова Мухаббат
- Худойорова Бісоро Егамбердіївна
- Хусаїнов Юрій Мінівалович
- Хусаїнова Діларам Султанівна
- Хут Маліч Саліхович

## Ц
- Царцидзе Лейла Сергіївна
- Церклевич Яніна Дмитрівна
- Цибулько Володимир Михайлович
- Циньов Георгій Карпович
- Цирульов Володимир Павлович
- Цискарішвілі Михайло Аполонович
- Цитлідзе Гіві Акакійович
- Цуканов Георгій Емануїлович
- Цуркан Михайло Семенович
- Цуркану Пилип Юхимович
- Цхурбаєва Аза Шалікоївна

## Ч
- Чазов Євген Іванович
- Чаковський Олександр Борисович
- Чапідзе Елдарі Леванович
- Чаплигін Олексій Михайлович
- Чариєв Ата
- Чашкіна Валентина Іванівна
- Чеботаєва Ніна Михайлівна
- Чебриков Віктор Михайлович
- Челідзе Валеріан Іларіонович
- Челомей Володимир Миколайович
- Червоненко Степан Васильович
- Чернавін Володимир Миколайович
- Черненко Костянтин Устинович
- Чернявська Валентина Іванівна
- Черончина Ніна Іларіонівна
- Черський Микола Васильович
- Четверикова Ольга Василівна
- Чітанава Нодарі Амвросійович
- Чорний Олексій Клементійович
- Чорний Семен Володимирович
- Чугай Тамара Іванівна
- Чудін Віталій Іванович
- Чуклеєв Сергій Анатолійович
- Чуносова Любов Федорівна
- Чупрін Анатолій Миколайович

## Ш
- Шабадей Валентина Євдокимівна
- Шабалін Василь Васильович
- Шабанов Віталій Михайлович
- Шавердієва Мухліса Расім кизи
- Шагазатов Хабібулла Абдумажітович
- Шагова Катерина Михайлівна
- Шадріна Надія Михайлівна
- Шакіров Мідхат Закірович
- Шалаєв Степан Олексійович
- Шаміна Ніна Василівна
- Шамшин Василь Олександрович
- Шамякін Іван Петрович
- Шанкієва Галина Хулхачіївна
- Шапіро Лев Борисович
- Шараєв Леонід Гаврилович
- Шарафуллін Расим Касимзанович
- Шаріпов Абдусаттор
- Шаріпов Арун-Рашид Адійович
- Шарова Лариса Василівна
- Шартікова Рая Канапашівна
- Шауро Василь Филимонович
- Шахмаєв Ришат Сальманович
- Шачнєва Наталія Олексіївна
- Швед Марія Василівна
- Шведчикова Олена Дмитрівна
- Шеварднадзе Едуард Амвросійович
- Шевцов Валерій Вікторович
- Шегеда Галина Іванівна
- Шелудякова Алевтина Вікторівна
- Шепетіс Ліонгінас Клеменсович
- Шестопалов Микола Федорович
- Шибаршова Лідія Гаврилівна
- Шинкуба Баграт Васильович
- Ширмеліс Рудольф Рудольфович
- Ширшин Григорій Чоодуйович
- Шитиков Олексій Павлович
- Шкабардня Михайло Сергійович
- Шкадов Іван Миколайович
- Школьников Олексій Михайлович
- Шлапакова Ганна Дмитрівна
- Шликова Зінаїда Цибанівна
- Шнайдер Фрідріх Фрідріхович
- Шогалібов Бобо Назарович
- Шокін Олександр Іванович
- Шокул Анатолій Олексійович
- Шомін Микола Олександрович
- Шорохов Віктор Миколайович
- Шох Світлана Павлівна
- Шукурбеков Боранбек
- Шуляк Євген Олександрович
- Шумський Олександр Олексійович
- Шуригиіна Людмила Павлівна
- Шушукевич Леокадія Михайлівна

## Щ
- Щеглова Тетяна Вікторівна
- Щербина Борис Євдокимович
- Щербицький Володимир Васильович

## Ю
- Юданов Григорій Васильович
- Юдіна Олена Олександрівна
- Юдіна Надія Віталіївна
- Юзбашян Маріус Арамович
- Юнак Іван Харитонович
- Юнусов Анатолій Усманович
- Югансон Микола Оттович
- Юсіфзаде Зія Мамедія огли
- Юсупов Джанікул
- Юсупов Магомед Юсупович
- Юферова Маргарита Василівна
- Юшкін Олексій Васильович

## Я
- Язкулієв Балли
- Язов Дмитро Тимофійович
- Яковлєв Олександр Миколайович
- Яковлєв Олександр Сергійович
- Яковлєва Галина Петрівна
- Якуба Олександр Костянтинович
- Якубаєва Карамат Хакімівна
- Янцявічене Ангеле Йонівна
- Япс Софія Еміліївна
- Ярвет Юрі Євгенович
- Яснов Михайло Олексійович
- Ятімова Ановарбі
- Ятманова Галина Михайлівна
- Ячменьова Тетяна Михайлівна
- Яшин Олексій Іванович
- Яшин Юрій Олексійович

## Дообрані депутати
- Єлисєєв Олексій Станіславович (10.06.1984)
- Кадирбаєв Володимир Касимович (10.06.1984)
- Меліков Аріф Джангірович (18.11.1984)
- Нішніанідзе Шота Георгійович (18.11.1984)
- Вольський Аркадій Іванович (18.11.1984)
- Єфремов Веніамін Павлович (24.02.1985)
- Лобов Олег Іванович (24.02.1985)
- Осипов Володимир Васильович (24.02.1985)
- Кадиров Гайрат Хамідуллайович (24.02.1985)
- Іванов Анатолій Степанович (24.02.1985)
- Саликов Какімбек (24.02.1985)
- Лаптєв Іван Дмитрович (24.02.1985)
- Степанов Володимир Севастянович (24.02.1985)
- Ковальов Сергій Микитович (24.02.1985)
- Хатанзейський Іван Мартинович (24.02.1985)
- Ізмайлова Ніна Сергіївна (26.05.1985)
- Попов Пилип Васильович (26.05.1985)
- Ніязов Сапармурат Атайович (26.05.1985)
- Демидов Олексій Арсенійович (22.09.1985)
- Кравцов Борис Васильович (22.09.1985)
- Гедженов Чари (22.09.1985)
- Лущиков Анатолій Павлович (22.09.1985)
- Болдін Валерій Іванович (17.11.1985)
- Шевченко Валентина Семенівна (17.11.1985)
- Чирсков Володимир Григорович (17.11.1985)
- Алімов Тимур Агзамович (9.02.1986)
- Величко Ігор Іванович (9.02.1986)
- Григор'єв Володимир Вікторович (9.02.1986)
- Хабібуллаєв Пулат Киргизбайович (9.02.1986)
- Аніщев Володимир Петрович (9.02.1986)
- Сатін Борис Федорович (9.02.1986)
- Арістов Борис Іванович (9.02.1986)
- Щадов Михайло Іванович (25.05.1986)
- Катушев Костянтин Федорович (25.05.1986)
- Міркасимов Мірахат Мірхаджийович (25.05.1986)
- Мирзашев Рисбек (25.05.1986)
- Черкезія Отар Євтихійович (25.05.1986)
- Мокану Олександр Олександрович (25.05.1986)
- Джумагулов Апас (25.05.1986)
- Акімова Урматай Абдамітівна (25.05.1986)
- Усмонов Субхон (25.05.1986)
- Нургельдиєв Аннамамед (25.05.1986)
- Мендибаєв Марат Самійович (25.05.1986)
- Добринін Анатолій Федорович (25.05.1986)
- Лобов Володимир Миколайович (25.05.1986)
- Патіашвілі Джумбер Ілліч (25.05.1986)
- Смирнов Віктор Ілліч (25.05.1986)
- Бірюкова Олександра Павлівна (25.05.1986)
- Кисельов Геннадій Миколайович (25.05.1986)
- Восканян Грант Мушегович (25.05.1986)
- Могилевець Юрій Климентійович (25.05.1986)
- Аксьонов Олександр Никифорович (25.05.1986)
- Купцов Валентин Олександрович (12.10.1986)
- Бакатін Вадим Вікторович (12.10.1986)
- Строєв Єгор Семенович (12.10.1986)
- Литвинцев Юрій Іванович (12.10.1986)
- Мироненко Віктор Іванович (12.10.1986)
- Аріпджанов Махмут Маріпович (12.10.1986)
- Деменцев Віктор Володимирович (12.10.1986)
- Єфимов Анатолій Степанович (12.10.1986)
- Ягодін Геннадій Олексійович (12.10.1986)
- Трофимов Юрій Миколайович (12.10.1986)
- Кулібаєв Аскар Алтинбекович (12.10.1986)
- Васильєв Лев Борисович (12.10.1986)
- Биков Валерій Олексійович (12.10.1986)
- Щепетильников Аркадій Миколайович (12.10.1986)
- Умаров Іслам Султанович (12.10.1986)
- Лордкіпанідзе Таріел Володимирович (12.10.1986)
- Лучинський Петро Кирилович (12.10.1986)
- Альошин Георгій Васильович (12.10.1986)
- Захаров Володимир Андрійович (12.10.1986)
- Огарок Валентин Іванович (12.10.1986)
- Колесников Владислав Григорович (12.10.1986)
- Воронов Юрій Петрович (12.10.1986)
- Бєляков Юрій Олексійович (26.10.1986)
- Шарін Леонід Васильович (26.10.1986)
- Табеєв Фікрят Ахмеджанович (26.10.1986)
- Єрмаков Микола Спиридонович (26.10.1986)
- Плеханов Олександр Миколайович (26.10.1986)
- Смольський Павло Олександрович (26.10.1986)
- Петров Юрій Володимирович  (26.10.1986)
- Сисцов Аполон Сергійович (26.10.1986)
- Сазонов Анатолій Павлович (26.10.1986)
- Ревенко Григорій Іванович (26.10.1986)
- Ануфрієв Владислав Григорович (26.10.1986)
- Скляров Юрій Олександрович (26.10.1986)
- Кочетков Юрій Петрович (26.10.1986)
- Камай Олексій Степанович (26.10.1986)
- Мураталін Іскендер Садикович (26.10.1986)
- Анфімов Олег Георгійович (26.10.1986)
- Бєляков Олег Сергійович (26.10.1986)
- Лук'яненко Володимир Матвійович (26.10.1986)
- Корольов Михайло Антонович (26.10.1986)
- Додонов Олександр Олексійович (22.02.1987)
- Сагдєєв Роальд Зіннурович (22.02.1987)
- Локотунін Валерій Іванович (22.02.1987)
- Іскалієв Нажамеден Іксанович (22.02.1987)
- Айтхожин Мурат Абенович (22.02.1987)
- Браун Андрій Георгійович (22.02.1987)
- Панічев Микола Олександрович (22.02.1987)
- Туташов Жунусбек Курманалійович (22.02.1987)
- Тасбулатова Карлигаш Зіядаївна (22.02.1987)
- Алавідзе Вілен Сидорович (22.02.1987)
- Дурасов Володимир Олександрович (22.02.1987)
- Ходжаков Овлякулі (22.02.1987)
- Емірідзе Гурам Хусейнович (22.02.1987)
- Грищенко Петро Семенович (22.02.1987)
- Брежнєв Володимир Аркадійович (22.03.1987)
- Ольшанський Микола Михайлович (22.03.1987)
- Лук'янов Анатолій Іванович (22.03.1987)
- Долматов Анатолій Петрович (22.03.1987)
- Нікулін Іван Іванович (22.03.1987)
- Рябєв Лев Дмитрович (22.03.1987)
- Володін Борис Михайлович (22.03.1987)
- Луконін Микола Федорович (22.03.1987)
- Фролов Іван Тимофійович (22.03.1987)
- Колпаков Серафим Васильович (22.03.1987)
- Беспалов Юрій Олександрович (22.03.1987)
- Мітькін Микола Андрійович (22.03.1987)
- Примаков Євген Максимович (22.03.1987)
- Нішанов Рафік Нішанович (22.03.1987)
- Жакселеков Ермек (22.03.1987)
- Ковтунов Олександр Васильович (22.03.1987)
- Ахмедов Ахмед Дадаш огли (22.03.1987)
- Соболєв Віталій Павлович (22.03.1987)
- Ходжамурадов Аннамурад (22.03.1987)
- Нестеренко Сергій Михайлович (22.03.1987)
- Бурдін Віктор Васильович (21.06.1987)
- Відяєв Борис Павлович (21.06.1987)
- Решетилов Володимир Іванович (21.06.1987)
- Купцов Віталій Дмитрович (21.06.1987)
- Черномирдін Віктор Степанович (21.06.1987)
- Швирьов Микола Дмитрович (21.06.1987)
- Терех Кіндрат Зігмундович (21.06.1987)
- Івашко Володимир Антонович (21.06.1987)
- Острожинський Валентин Євгенович (21.06.1987)
- Тюлебеков Касим Хажибайович (21.06.1987)
- Григор'єв Валентин Олександрович (21.06.1987)
- Зайков В'ячеслав Панасович (21.06.1987)
- Зеленовський Анатолій Антонович (21.06.1987)
- Дога Євген Дмитрович (21.06.1987)
- Камшалов Олександр Іванович (21.06.1987)
- Мельников Володимир Іванович (21.06.1987)
- Кулєшов Олексій Антонович (21.06.1987)
- Луньов Віктор Андрійович (10.01.1988)
- Біккенін Наїль Барійович (10.01.1988)
- Погорєлов Юрій Миколайович (10.01.1988)
- Бєлоусов Борис Михайлович (10.01.1988)
- Хабібуллін Равмер Хасанович (10.01.1988)
- Дадов Хаміта Аубекірович (10.01.1988)
- Романов Володимир Іванович (10.01.1988)
- Катилевський Сергій Михайлович (10.01.1988)
- Жумаканов Турсингалі Аскарович (10.01.1988)
- Рябоконь Володимир Олександрович (10.01.1988)
- Шахназаров Георгій Хосройович (10.01.1988)
- Волков Олександр Микитович (10.01.1988)
- Полозков Іван Кузьмич (28.02.1988)
- Власенко Анатолій Олександрович (28.02.1988)
- Жиров Микола Петрович (28.02.1988)
- Сидоров Василь Павлович (28.02.1988)
- Павленко Леонід Іванович (28.02.1988)
- Скоков Віктор Васильович (28.02.1988)
- Фокін Вітольд Павлович (28.02.1988)
- Голушко Микола Михайлович (28.02.1988)
- Бархатов Анатолій Миколайович (28.02.1988)
- Погребняк Яків Петрович (28.02.1988)
- Карімов Іслам Абдуганійович (28.02.1988)
- Норматова Назірахон (28.02.1988)
- Норов Нурмахмад (28.02.1988)
- Башмаков Євген Федорович (28.02.1988)
- Астраускас Вітаутас Стасевич (28.02.1988)
- Морозов Іван Сергійович (28.02.1988)
- Шимко Володимир Іванович (28.02.1988)
- Будика Олександр Дмитрович (28.02.1988)
- Мірхаліков Темурбай (28.02.1988)
- Колінков Володимир Михайлович (28.02.1988)
- Сорокін Михайло Іванович (28.02.1988)
- Бекназаров Соїбназар (28.02.1988)